# Castillo de San Jorge (Sevilla)
El castillo de San Jorge fue una fortificación medieval construida en la margen derecha del río Guadalquivir, en la ciudad española de Sevilla, Andalucía. Fue usado también como sede y prisión de la Inquisición Española. Fue derribado en el siglo XIX para edificar un mercado de abastos. Actualmente en las ruinas subterráneas existe un centro museístico sobre el castillo, la Inquisición Española y sobre la represión religiosa. Se encuentra en el barrio de Triana. Junto al mercado de abastos se encuentra el Callejón de la Inquisición, que formaba parte de la fortificación y que en la actualidad comunica la calle Castilla con el paseo Nuestra Señora de la O.

## Historia

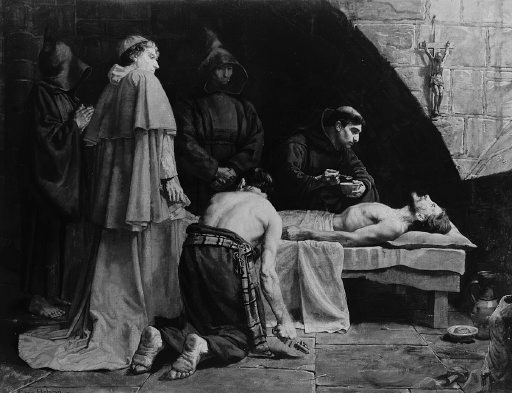
Muerte de Pietro Torrigiano en el castillo de San Jorge de Sevilla. Grabado del

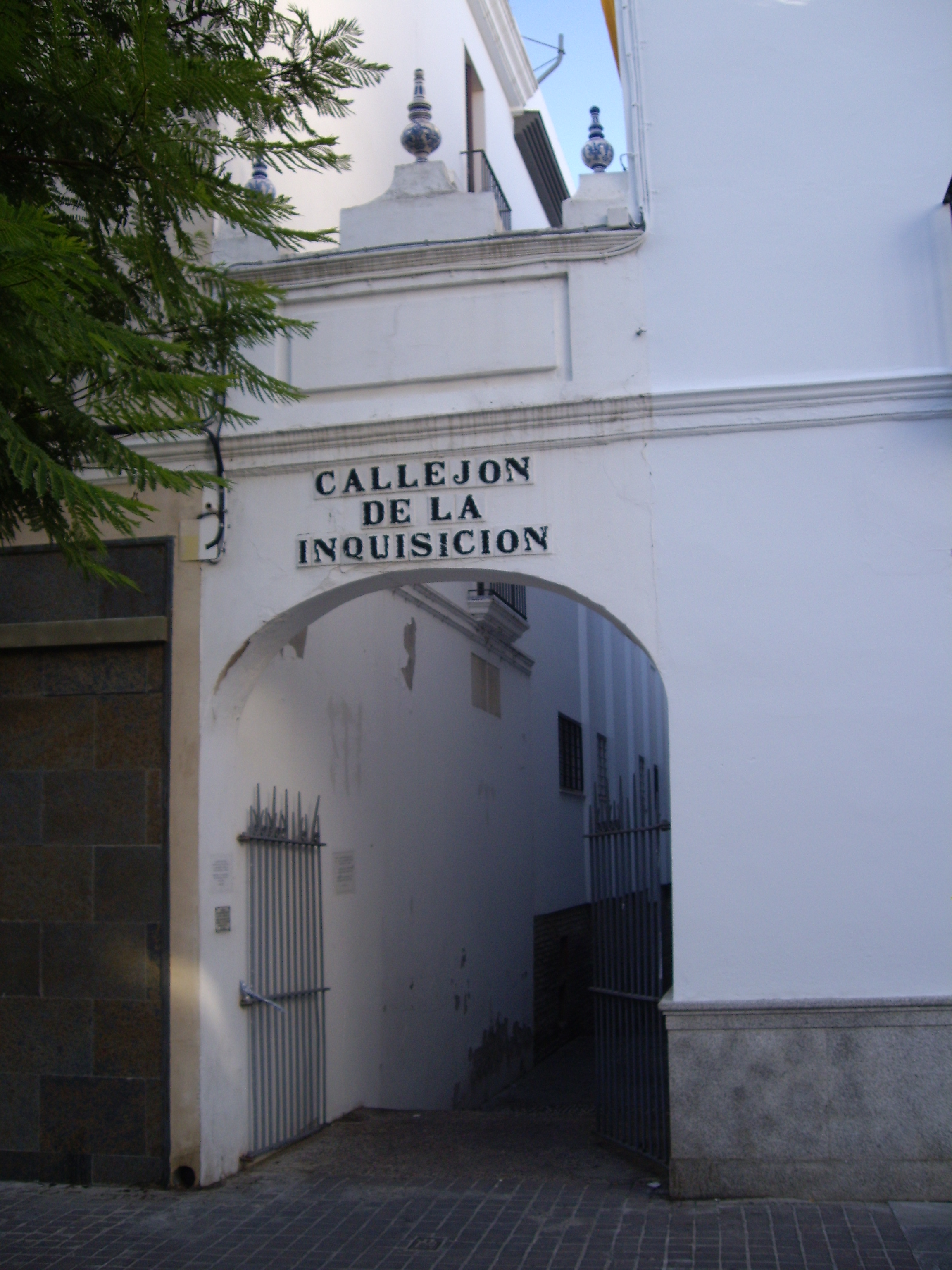
Callejón de la Inquisición desde la calle Castilla

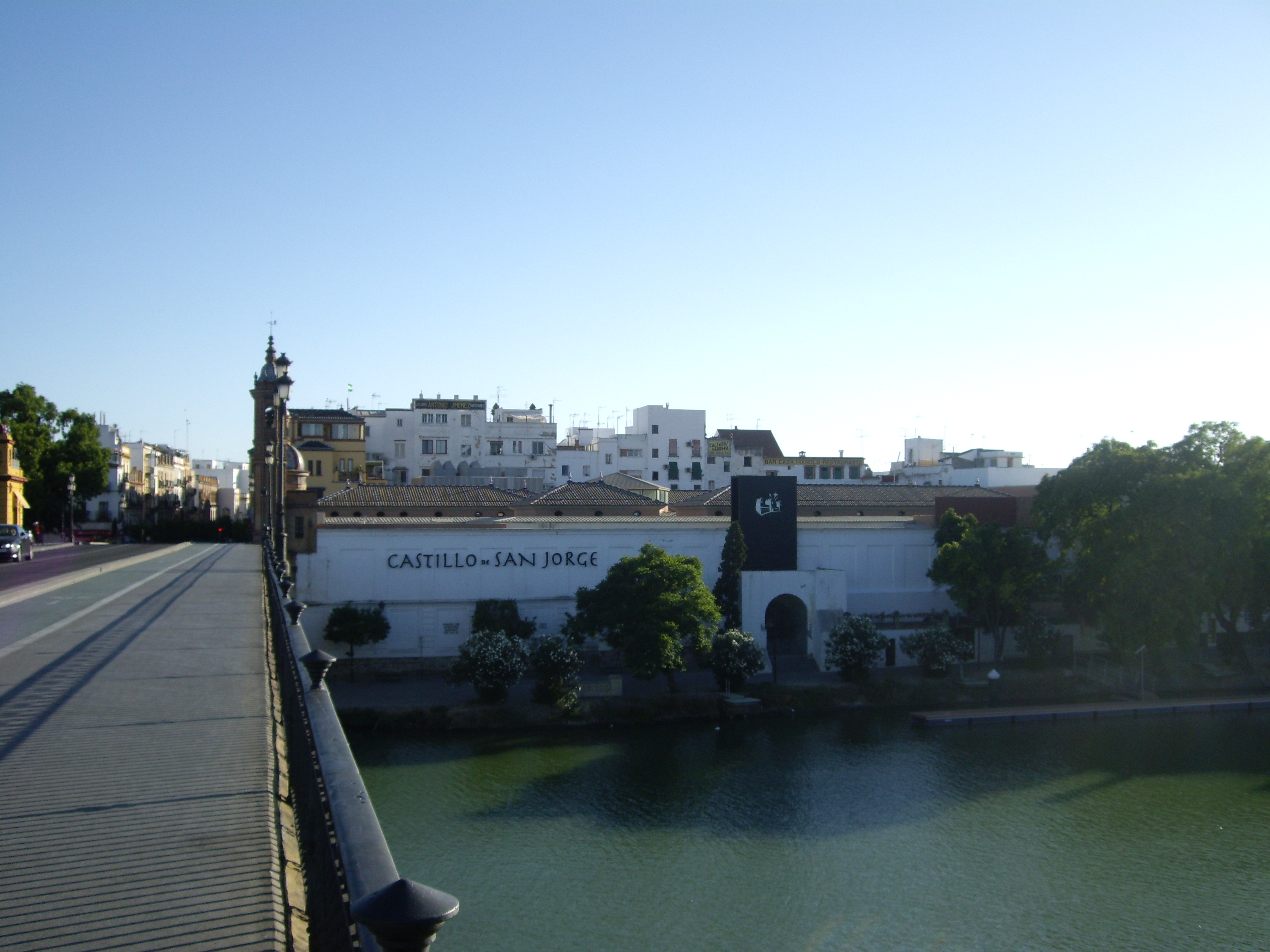
Castillo de San Jorge rotulado donde se encuentra ahora el centro de interpretación de sus ruinas. Foto realizada desde el puente de Isabel II

Los visigodos crearon una fortificación en esa área junto al río para la defensa de la ciudad Spalis, nombre visigótico de Sevilla. Durante el dominio almohade, en 1171, Abu Yaacub Yúsuf (Abu Jacub Jucef), ordena como califa de Isbilia (a la que convierte en capital de su Imperio) la construcción en esa zona del río de un puente flotante sobre una hilera de barcas para unir las orillas este y oeste, el Puente de Barcas. Las cadenas que daban consistencia a ese puente de barcas estarían unidas al entonces llamado Castillo de Gabir. Además, el mismo año el califa Abu Yaacub reconstruyó los Caños de Carmona para traer agua a Isbilia, gastando en todas dichas obras una suma de dinero inmensa.
El conjunto defensivo del Castillo de Gabir estaba formado por el propio Castillo defendido por una muralla con diez torres, un foso y una barbacana. Fernando III de Castilla, con la ayuda de la flota de Ramón de Bonifaz, rompería las cadenas y con ella la barrera del puente. Esto ayudaría a Fernando III a tomar la ciudad en 1248. Desde dicha toma y hasta 1280 el castillo pertenecería a la Orden Militar de San Jorge, patrón de los caballeros y los soldados.
La importancia defensiva del castillo fue disminuyendo con los siglos y en 1481 se convertiría en sede de la Inquisición Española, que lo abandonaría en 1626 debido al continuo deterioro de sus muros a causa de las fuertes crecidas del río. Tras esto, fue cedido al conde duque de Olivares, el cual se ocupó de sus reparaciones y cuidados y de la vigilancia sobre las mercaderías realizadas a sus puertas. En 1639 volvería a ser de la Inquisición hasta su marcha definitiva en 1785. Fue entonces ocupado por el Colegio de las Becas. Entre 1800 y 1803, el castillo fue demolido y se crea un ensanche desde la plaza del Altozano hasta la calle Castilla, con la creación de una nueva calle denominada de San Jorge y se edifica un mercado de abastos.
A pesar de que el castillo era usado también como prisión, desde comienzos del siglo XVI la Inquisición tenía una "cárcel perpetua" situada en un local alquilado próximo a la Iglesia del Salvador. Se encontraba en la calle Azofaifo y pertenecía a Elvira de Zúñiga y de Guzmán.
De acuerdo con Giorgio Vasari, el artista florentino Pietro Torrigiano fue apresado por la Inquisición y fallecería en el Castillo de San Jorge en 1522 en una especie de huelga de hambre, aunque es posible que esta historia sea apócrifa.

## El castillo en la actualidad
En 1823 se instala en el solar del castillo el Mercado de Triana, que ha seguido en funcionamiento hasta la actualidad con sucesivas reformas. Bajo el mercado se llevaron a cabo numerosas excavaciones arqueológicas, que concluyeron en la necesidad de musealizar los restos. En 2009 el Ayuntamiento de Sevilla inauguró el proyecto del Castillo de San Jorge, creando así un centro de interpretación de las ruinas y de la represión religiosa que supuso la Inquisición Española.

## Escenario deFidelio
En 1805 Beethoven estrena su ópera Fidelio, sobre una prisión sevillana donde a finales del siglo XVIII existen presos de conciencia. Si bien no lo nombra específicamente en el texto, es muy probable que el compositor se estuviera refiriendo al Castillo de San Jorge. En los últimos años Sevilla ha intentado poner en valor su pasado operístico con la iniciativa Sevilla, ciudad de ópera, y esto ha incluido la inserción del castillo en recorridos turísticos sobre la herencia operística de Sevilla y la colocación de una placa conmemorativa en el lugar.